# Mohawk, Adirondack and Northern Railroad
Die Mohawk, Adirondack and Northern Railroad (AAR-reporting mark: MHWA) ist eine Class-3-local railroad-Bahngesellschaft im Norden des US-Bundesstaats New York. Das 1991 gegründete Tochterunternehmen der Genesee Valley Transportation (GVT) bietet auf Strecken mit einer Gesamtlänge von knapp 200 km Schienengüterverkehr an.

## Geschichte
An der westlichen Seite der Adirondack Mountains errichtete die Utica & Black River Railroad (U&BR) zwischen 1867 und 1873 eine Bahnstrecke von Utica nördlich in das Tal des Black River über Lowville, Carthage und Philadelphia nach Clayton am Sankt-Lorenz-Strom. Ab 1883 baute die Carthage & Adirondack Railway (C&A) eine Bahnstrecke von Carthage Richtung Osten, die bis 1896 schrittweise nach Newton Falls in der Town Clifton verlängert wurde. Die U&BR stand ab 1886 unter Kontrolle der Rome, Watertown and Ogdensburg Railroad, die 1891 ihrerseits durch die New York Central Railroad (NYC) übernommen wurde. Die NYC erwarb 1893 auch die C&A. In Lowville bestand ab 1906 Anschluss zur Lowville and Beaver River Railroad (LBR).
Der Personenverkehr von Utica über Lowville nach Carthage (und weiter nach Ogdensburg) endete 1961. Im Februar 1964 legte die NYC den 20,6 km langen Abschnitt zwischen Lyons Falls und Lowville still und baute wenig später die Gleisanlagen zurück. Die verbliebenen, weiterhin für den Güterverkehr genutzten Abschnitte gelangten 1968 zu Penn Central und 1976 zu Conrail.
Nachdem GVT Anfang 1991 die LBR übernommen hatte und GVT bereits in Buffalo als Conrail-Partner agierte, nahmen Conrail und GVT Gespräche über eine Zusammenarbeit in den Adirondacks auf. Diese mündeten in der Übernahme von drei Strecken samt den dortigen lokalen Schienengüterverkehrsleistungen durch GVT: Der als Lowville Industrial Track bezeichnete 25,1 km lange Abschnitt Lowville–Carthage, die als Newton Falls Secondary geführte 73,2 km lange Strecke von Carthage nach Newton Falls und die 72,4 km lange Verbindung von Utica nach Lyons Falls. GVT gründete dazu die Mohawk, Adirondack and Northern Railroad (MHWA), die am 13. Juni 1991 den Betrieb aufnahm.
Zum 30. Dezember 1992 erwarb die GVT-Tochtergesellschaft Genesee and Mohawk Valley Railroad (G&MV) zwei weitere Streckenabschnitte von Conrail: Den Bahnhof Utica Yard sowie die knapp 13 km lange Rome Industrial Trackage in Rome. Auf beiden Teilen wurden der MHWA ab 6. August 1993 exklusive Trackage Rights für Gütertransporte erteilt. Zudem erhielt die MHWA gleichermaßen Trackage Rights auf der Conrail-Strecke zwischen Utica und Rome, so dass die MHWA ihre Anlagen in Rome aus Utica bedienen kann.
Im Winter 2000/2001 stellten die Papierfabriken in Newton Falls und Lyons Falls ihre Produktion ein, wodurch das Frachtaufkommen der MHWA mehr als halbiert und etwa einem Dutzend Mitarbeiter gekündigt wurde. Die Newton Falls Secondary ist seither ohne regulären Betrieb. Die Verbindung Lowville–Carthage, die ab etwa 2000 ebenfalls nur mehr geringes Frachtaufkommen hatte, wurde am 24. Januar 2007 zuletzt regulär befahren und anschließend nur mehr zur Abstellung nicht benötigter Güterwagen genutzt. Der Güterverkehr im nördlichen Teil des MHWA-Netzes beschränkt sich seither auf die Bedienung von Kunden in Carthage.
Von 2010 bis 2012 verhandelten das Lewis County und GVT über den Verkauf des Lowville Industrial Tracks Lowville–Carthage an das County. Planungen sahen vor, den Abschnitt für einen symbolischen Dollar an das County zu übergeben, wogegen für die anschließende LBR-Strecke ein Preis von 425000 Dollar angesetzt wurde. Während der MHWA-Abschnitt zu einem Rail Trail umgewandelt werden sollte, stand für die LBR die Einrichtung einer Museumsbahn durch die seit Mitte der 1990er-Jahre am Streckenendpunkt in Croghan ansässige Railway Historical Society of Northern New York zur Diskussion. Am 30. April 2012 entschied sich das County jedoch gegen den Kauf der Infrastruktur. Im Frühjahr 2022 unternahm die County-Verwaltung einen neuen Versuch zur Übernahme der Trasse, der allerdings ebenfalls zu keiner Einigung zwischen County und GVT führte.
Für die Newton Falls Secondary stellte die Empire State Development Corporation des Bundesstaats New York 2016 Fördermittel in Höhe von 9,9 Millionen Dollar bereit, mit der die Infrastruktur wieder instand gesetzt werden soll. 6,8 Millionen Dollar davon wurden im Februar 2016 zur Beauftragung eines Bauunternehmens genutzt. Mit der Wiederherstellung der Befahrbarkeit der Strecke nach Newton Falls soll die Ansiedlung neuer Industrieunternehmen auf den Brachflächen der geschlossenen Papierfabrik am Streckenendpunkt und einer ehemaligen Bergbaufläche nahe Newton Falls erleichtert werden. Die MHWA wird über Payment in lieu of taxes (PILOT)-Vereinbarungen mit den Counties eingebunden: Anstelle eines festen Grundsteuersatzes leistet die MHWA Zahlungen in Abhängigkeit von den beförderten Frachtmengen.

## Infrastruktur

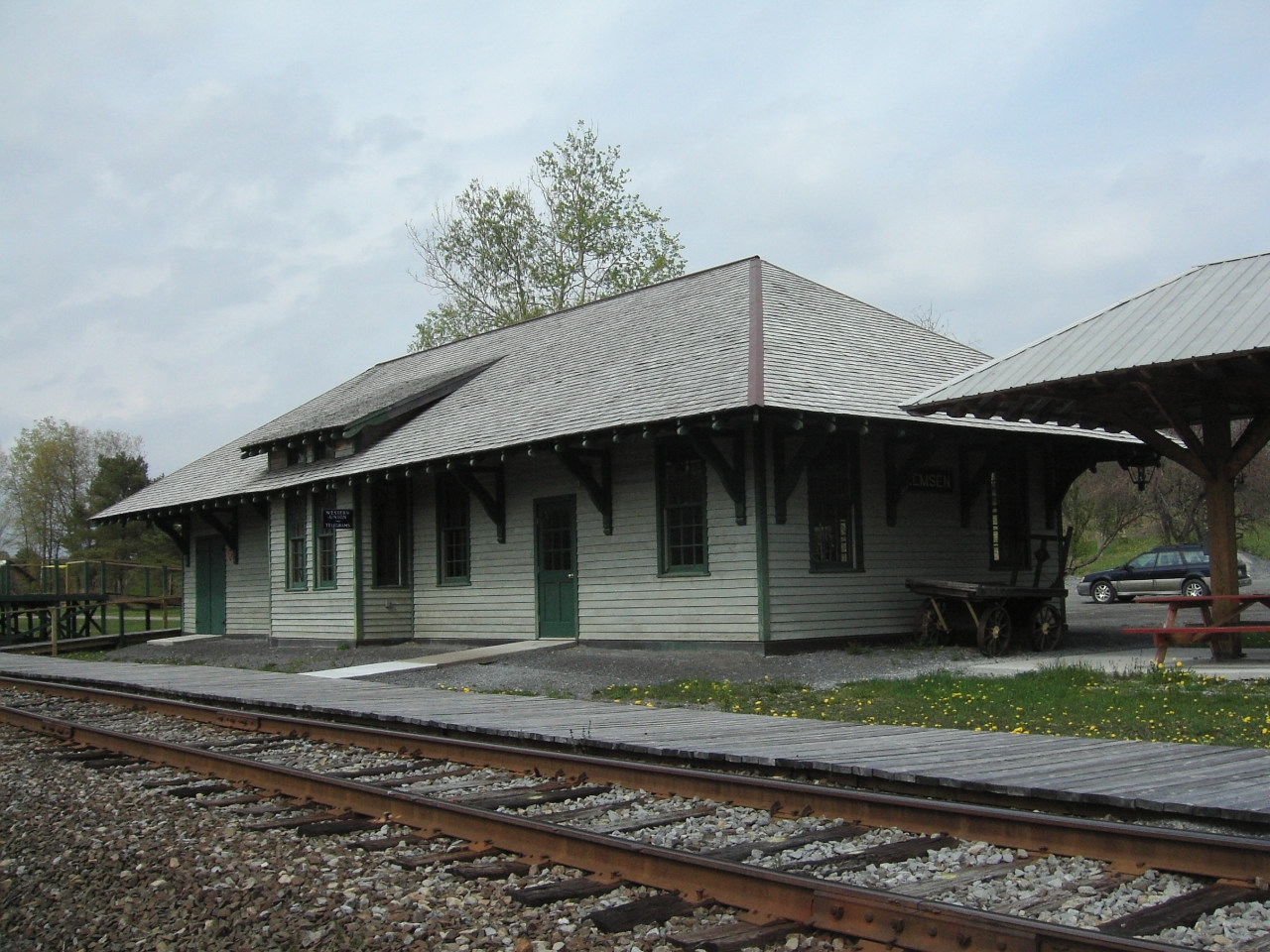
Das Empfangsgebäude des Bahnhofs Remsen, 2005

Die MHWA-eigene Infrastruktur besteht aus zwei Teilen. Die Northern Division umfasst den Lowville Industrial Track, der zwischen Carthage und Lowville 25,1 km in Nord-Süd-Richtung im Tal des Black River verläuft. Am Südende besteht Übergang zur LBR. Die Strecke ist seit 2007 ohne regulären Betrieb und aufgrund von Brückenschäden gesperrt. Ebenfalls Teil der Northern Division ist die 73,2 km lange Newton Falls Secondary, die von Carthage mit zahlreichen Steigungsabschnitten über Oswegatchie nach Newton Falls in die westlichen Ausläufer der Adirondack Mountains führt. Etwa 37 km der Strecke liegen im Adirondack Park. In Carthage sind beide Strecken miteinander sowie mit einem Abzweig der St. Lawrence Subdivision der CSX Transportation verbunden.
Die Southern Division der MHWA umfasst die 72,4 km lange Strecke von Utica nach Norden über Marcy, Remsen und Boonville nach Lyons Falls. In Snow Jct. nördlich von Remsen zweigt eine Strecke nach Thendara und Lake Placid ab, die Eigentum des Bundesstaats New York ist. In Utica besteht Übergang ins Netz von CSX Transportation sowie zur New York, Susquehanna and Western Railway.

## Verkehr

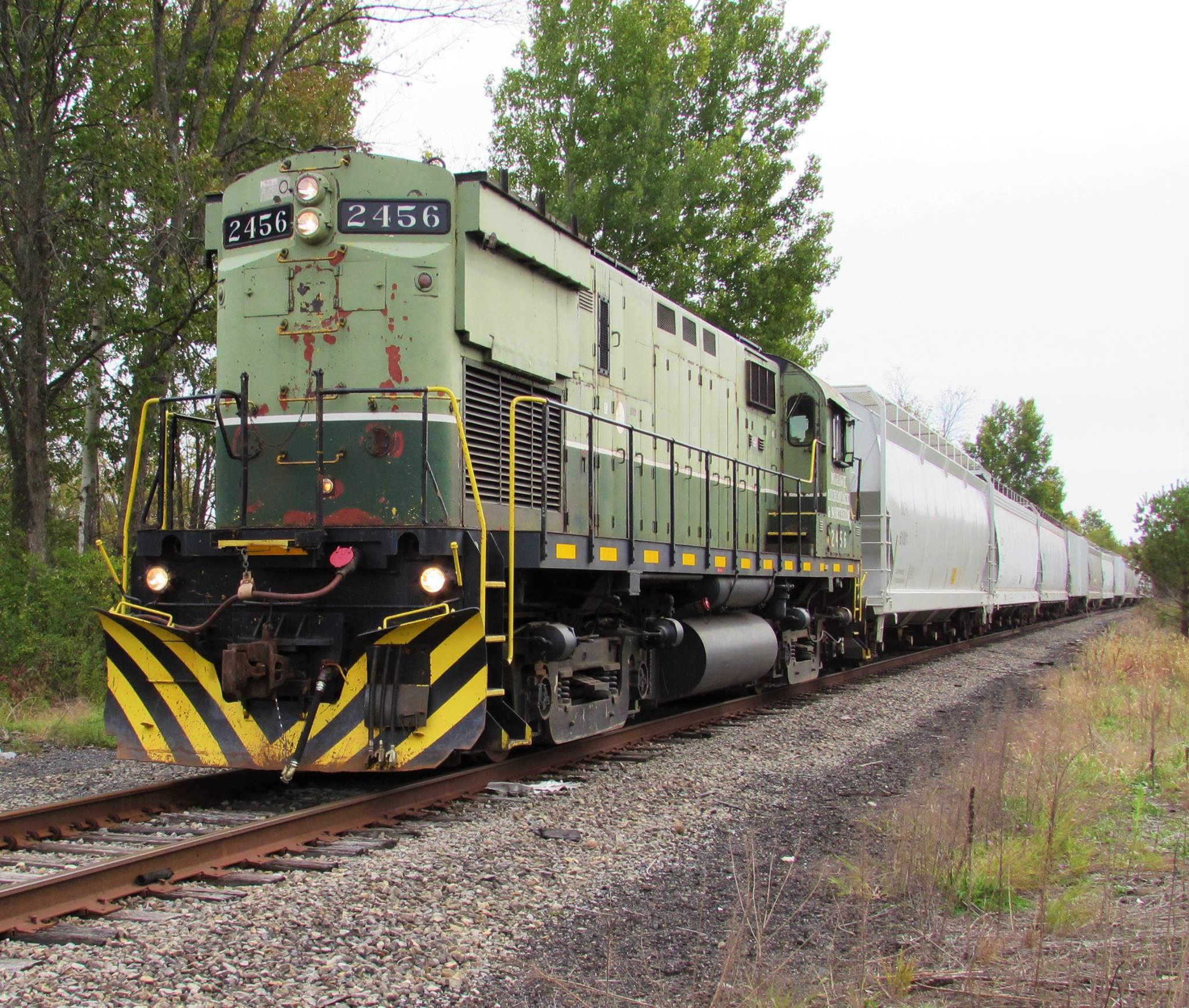
MHWA-Güterzug auf dem Weg nach Boonville, 2015

Der Güterverkehr der MHWA umfasst vor allem Transporte von Stahlprodukten, Papier, Holz, Plastikpellets und Nahrungsmitteln. Die Interessensvertretung Railroads of New York (RONY) bezifferte das Aufkommen 2018 auf 2000 Güterwagen pro Jahr. Mitte der 1990er-Jahre beförderte die MHWA noch rund 5000 Güterwagen pro Jahr.
MHWA-Frachtkunden in Utica, auf der Rome Industrial Trackage und der dort abzweigenden Anschlussbahn zur früheren Griffiss Air Force Base, heute ein Industriepark, wurden 2016 und 2017 vier bis fünfmal wöchentlich bedient. Von Utica bis Boonville wurde nach Bedarf unregelmäßig gefahren, der weitere Abschnitt bis Lyons Falls nur zur Wagenabstellung genutzt. Auf der Northern Division der MHWA wurden einmal wöchentlich drei Frachtkunden im Ortsgebiet von Carthage bedient.
Von Utica bis Snow Jct. nördlich von Remsen verkehren auch Reisezüge der Touristikbahn Adirondack Scenic Railroad, die in Snow Jct. auf die Strecke nach Thendara wechseln.

## Fahrzeuge
Wie alle Bahngesellschaften der GVT setzt die Falls Road Railroad nahezu ausschließlich Diesellokomotiven des Herstellers American Locomotive Company (Alco) ein. Stammfahrzeuge sind Maschinen der Typen MLW M-420 und C-425.